# CSH2
CSH2 (англ. Chorionic somatomammotropin hormone 2) – білок, який кодується однойменним геном, розташованим у людей на довгому плечі 17-ї хромосоми. Довжина поліпептидного ланцюга білка становить 217 амінокислот, а молекулярна маса — 24 994.
| 10         |  | 20         |  | 30         |  | 40         |  | 50         |
| ---------- |  | ---------- |  | ---------- |  | ---------- |  | ---------- |
| MAAGSRTSLL |  | LAFALLCLPW |  | LQEAGAVQTV |  | PLSRLFDHAM |  | LQAHRAHQLA |
| IDTYQEFEET |  | YIPKDQKYSF |  | LHDSQTSFCF |  | SDSIPTPSNM |  | EETQQKSNLE |
| LLRISLLLIE |  | SWLEPVRFLR |  | SMFANNLVYD |  | TSDSDDYHLL |  | KDLEEGIQTL |
| MGRLEDGSRR |  | TGQILKQTYS |  | KFDTNSHNHD |  | ALLKNYGLLY |  | CFRKDMDKVE |
| TFLRMVQCRS |  | VEGSCGF    |  |            |  |            |  |            |

A: Аланін

C: Цистеїн

D: Аспарагінова кислота

E: Глутамінова кислота

F: Фенілаланін

G: Гліцин

H: Гістидин

I: Ізолейцин

K: Лізин

L: Лейцин

M: Метіонін

N: Аспарагін

P: Пролін

Q: Глутамін

R: Аргінін

S: Серин

T: Треонін

V: Валін

W: Триптофан

Кодований геном білок за функцією належить до гормонів. 
Білок має сайт для зв'язування з іонами металів, іоном цинку. 
Секретований назовні.